# Boulevard Simone-Veil (Nantes)
Pour les articles homonymes, voir Boulevard Simone-Veil.
Le boulevard Simone-Veil est une rue de Nantes, en France.

## Situation et accès
Située sur l'île de Nantes, cette voie rectiligne qui est orientée sur un axe nord-sud part du quai Président-Wilson, dans le prolongement du pont des Trois-Continents et se termine provisoirement au niveau du boulevard Gisèle-Halimi
Après le démantèlement des infrastructures ferroviaires de l'ancienne gare de l'État prévu dès 2022, cette artère sera prolongée afin d'aboutir sur le boulevard de l'Estuaire dans le prolongement du boulevard Léon-Bureau.

## Origine du nom
Il rend mémoire à Simone Veil, magistrate et une femme d’État française qui fut l'icône de la lutte contre la discrimination des femmes en France, décédée en 2017.

## Historique
Mise en service le 10 mai 2021, la création de cet axe de circulation automobile permettant de relier le pont Anne-de-Bretagne à celui de Trois-Continents en intégrant le boulevard Léon-Bureau avait été prévue dès les plans d'aménagement de l'Île de Nantes conçus par l'architecte Marcel Smets et du bureau Uaps dirigé par Anne Mie Depuyt à partir de 2010.
Le nom du boulevard est attribué par délibération du conseil municipal du 2 avril 2021. 
Le boulevard devait alors permettre la desserte du futur nouveau Centre hospitalier universitaire (C.H.U.) qui sera positionné sur son côté est. D'abord prévue, au nord du débouché du prolongement du boulevard Benoni-Goullin la nouvelle infrastructure sera finalement construite au sud de celui-ci sur un terrain de 10,1 hectares donnant sur la Loire.
À l'horizon 2026, peu avant la mise service du nouveau CHU, le boulevard sera desservi par les nouvelles lignes de tramway 6 et 7, ainsi que la ligne 8 du Busway.